# ایران در زمان ساسانیان
ایران در زمان ساسانیان نام کتابی از آرتور امانوئل کریستن‌سن ایران‌شناس و لغت‌شناس اهل دانمارک است. نگارش این اثر ۳۰ سال به طول انجامیده است. کتاب در سال ۱۹۳۵ به چاپ رسیده است.
در نوشتن این کتاب تقریباً تمامی منابع گذشته و جدید یونانی، رومی، سریانی، ارمنی، عربی و به‌خصوص کتاب‌هایی که در دو سدهٔ اخیر (تا زمان نگارش آن) توسط خاورشناسان و پژوهشگران آثار باستان به نگارش درآمده، از نظر انتقاد نویسنده گذرانده شده است. این کتاب را غلامرضا رشید یاسمی به فارسی ترجمه کرده و توسط انتشارت امیرکبیر به چاپ رسیده است. از تازگی‌های این کتاب این است که نویسنده اَعلام و اصطلاحات قدیم را عموماً به شکلی آورده است که در کتاب‌های اوستایی و پهلوی دیده می‌شود، یا قواعد زبان‌های کهن چنان حکم می‌کرده است. مانند وهرام (بهرام)، وزرگ‌مهر (بزرگ‌مهر)، اوهرمزد (هرمزد = اهورامزدا)، میثرا (مهر) و امثال آن.
کلیهٔ نسخ این کتاب بلافاصله پس از انتشار به فروش رفت. کریستنسن یادداشت‌های تازه‌ای بر آن افزود و در سال ۱۹۴۴ دوباره نشر داد. در چاپ جدید این کتاب نویسنده کشفیات جدیدی را مورد توجه قرار داد. از مهم‌ترین آن کشفیات می‌توان به کتیبه زردشت و خرابه‌های شهر شاپور و کتیبه شاپور اول اشاره کرد. وی همچنین از انتقاداتی که بر کتابش شده بود در چاپ دوم کتاب استفاده کرد. وی مهم‌ترین آن‌ها را مقالات آقایان بیلی در (نشریه مدرسه زبان‌های شرقی) و مینورسکی در (مجلهٔ انجمن همایونی آسیایی) سال ۱۹۳۹ معرفی کرده است.
به عقیدهٔ مترجم، این کتاب بهترین اثر این نویسنده به شمار می‌آید و جامع‌ترین کتاب در مورد تاریخ ساسانی تا زمان ترجمهٔ آن بوده است.